# Fabien Claude
Pour les articles homonymes, voir Claude.
Fabien Claude, né le 22 décembre 1994 à Épinal, est un biathlète français. Il a deux frères eux aussi biathlètes internationaux : Florent et Émilien.
Vice-champion olympique du relais hommes en 2022 à Pékin, il est sacré champion du monde de la discipline en 2023 à Oberhof en compagnie de Quentin Fillon Maillet, Émilien Jacquelin et Antonin Guigonnat.

## Biographie

### Parcours junior (2006-2015)
Biathlète licencié depuis 2006 au club de Basse-sur-le-Rupt, Fabien Claude se fait remarquer la première fois lors des Jeux olympiques de la jeunesse de 2012, où il remporte la médaille de bronze en relais mixte, en compagnie notamment d'Aristide Bègue,. De 2013 à 2015, il participe aux plus grandes compétitions internationales pour les juniors. Il est notamment sacré champion du monde junior en 2013 en sprint, puis en 2014, en poursuite. Il est également sacré champion d'Europe juniors en 2015, en sprint.

### Arrivée sur le circuit principal (depuis 2015)
Fabien Claude arrive en IBU Cup, deuxième division du biathlon, pour la saison 2015-2016. Il y termine septième, devant son frère aîné Florent, avec notamment une victoire lors du sprint à Nové Město en janvier 2016. Cette victoire lui permet de faire sa première apparition en Coupe du monde, première division du biathlon, à l'occasion de l'individuel de Ruhpolding, à l'issue duquel il termine 96e. Ses bonnes performances en IBU Cup lui permettent d'intégrer l'équipe première de France pour la Coupe du monde 2016-2017, à seulement 21 ans. Il entre à plusieurs reprises dans les quarante premiers des courses, marquant ainsi des points pour le classement général mondial. Cinquième du relais mixte à Östersund, son meilleur résultat individuel est une 23e place, acquise lors de la poursuite d'Oberhof, en janvier 2017.
En récompense à ses performances, il est sélectionné pour les championnats du monde 2017 à Hochfilzen, mais en tant que sixième homme de l'équipe de France, réserviste derrière les cinq titulaires Martin Fourcade, Quentin Fillon Maillet, Jean-Guillaume Béatrix, Simon Desthieux et Simon Fourcade. Finalement, ce dernier, lointain 85e du sprint, est remplacé par Fabien Claude pour l'individuel de 20 km. Stéphane Bouthiaux, entraîneur de l'équipe de France dit de lui : « On pense depuis un moment qu'on va pouvoir compter sur Fabien Claude dans le futur et c'est une bonne opportunité pour lui de se lancer dans le grand bain dans une grande compétition. Il y a les Jeux olympiques dans un an et ça lui fera une très belle expérience. »,.
Mais la concurrence est sévère en équipe de France et Fabien Claude passe l'essentiel de la saison 2017-2018 en IBU Cup où il parvient notamment à remporter un individuel.
Il commence la saison 2018-2019 en Coupe du monde, mais faute de résultats sur la première étape de Pokljuka, il est relégué sur le circuit inférieur. Grâce à deux courses remportées en IBU Cup à Lenzerheide en janvier 2019, il retrouve la Coupe du monde en février et effectue une bonne fin de saison, réalisant quelques top 20, dont une douzième place sur la mass start finale d'Oslo.

### Premiers podiums individuels en Coupe du monde (depuis 2020)

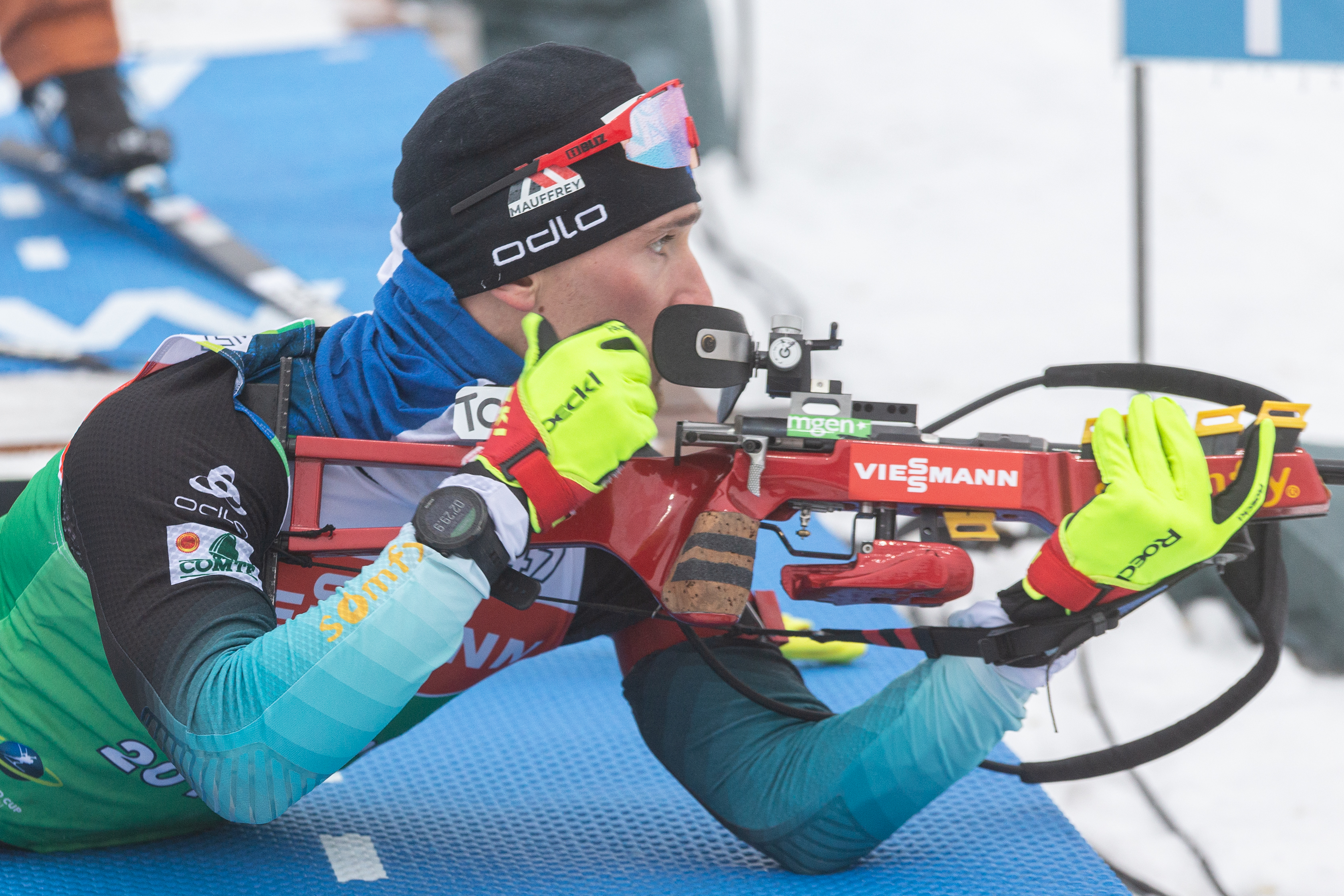
Fabien Claude en 2020.

Au début de la saison 2019-2020, il atteint le top 10 pour la première fois sur l'individuel d'Östersund, où il prend le septième rang, puis obtient son premier podium sur l'individuel de Pokljuka, derrière Johannes Thingnes Bø et Martin Fourcade. Fabien Claude dédie cette troisième place à son père, disparu au Québec deux jours plus tôt dans un accident de motoneige. En mars 2020 il conclut la saison, la meilleure de sa carrière, à la 19e place du classement général de la Coupe du monde, et à la 5e du classement de l'individuel.
Fabien Claude signe deux autres podiums lors de la Coupe du monde 2020-2021, le premier à l'occasion de la poursuite de Kontiolahti en décembre 2020 derrière le Suédois Sebastian Samuelsson, et le deuxième à l'occasion du sprint de Hochfilzen quelques jours plus tard derrière le Norvégien Johannes Dale et Quentin Fillon Maillet. Par ailleurs, il obtient sa première victoire en relais en Coupe du monde à Oberhof en janvier 2021 avec Simon Desthieux, Quentin Fillon Maillet et Émilien Jacquelin, quelques jours après une quatrième place frustrante sur la poursuite au même endroit. Au classement général, il termine au même rang que la saison précédente mais avec un plus grand nombre de points.

## Palmarès

### Jeux olympiques d'hiver
| Édition \ Épreuve | Individuel | Sprint | Poursuite | Mass start | Relais                             | Relais mixte |
| ----------------- | ---------- | ------ | --------- | ---------- | ---------------------------------- | ------------ |
| Pékin 2022        | 9e         | 21e    | 16e       | 26e        | Médaille d'argent, Jeux olympiques | —            |

Légende : 
- : deuxième place, médaille d'argent
- — : non disputée par Fabien Claude

### Championnats du monde
| Édition \ Épreuve       | Individuel | Sprint | Poursuite | Mass start | Relais                    | Relais mixte | Relais mixte simple              |
| ----------------------- | ---------- | ------ | --------- | ---------- | ------------------------- | ------------ | -------------------------------- |
| Hochfilzen 2017         | 25e        | —      | —         | —          | —                         | —            | Épreuve inexistante à cette date |
| Antholz-Anterselva 2020 | 19e        | —      | —         | —          | —                         | —            | —                                |
| Pokljuka 2021           | 41e        | 41e    | 12e       | —          | —                         | —            | —                                |
| Oberhof 2023            | 37e        | 16e    | 21e       | 8e         | Médaille d'or, monde      | —            | 5e                               |
| Nové Město 2024         | 41e        | 26e    | 10e       | 5e         | Médaille de bronze, monde | —            | —                                |
| Lenzerheide 2025        | 21e        | 8e     | 16e       | 15e        | Médaille d'argent, monde  | —            | —                                |

Légende :
- — : non disputée par Fabien Claude
- : pas d'épreuve

### Coupe du monde
- Meilleur classement général : 10e en 2023
- 30 podiums :
  - 5 podiums individuels : 2 deuxièmes places et 3 troisièmes places.
  - 19 podiums en relais : 7 victoires, 8 deuxièmes places et 4 troisièmes places.
  - 5 podiums en relais mixte : 3 victoires, 1 deuxième place et 1 troisième place.
  - 1 podium en relais mixte simple : 1 troisième place.

 Dernière mise à jour le 9 mars 2025

#### Classements en Coupe du monde
| Saison    | Individuel | Individuel | Individuel | Sprint  | Sprint | Sprint   | Poursuite | Poursuite | Poursuite | Mass start | Mass start | Mass start | Général | Général | Général  |
| Saison    | Courses    | Points     | Position   | Courses | Points | Position | Courses   | Points    | Position  | Courses    | Points     | Position   | Courses | Points  | Position |
| --------- | ---------- | ---------- | ---------- | ------- | ------ | -------- | --------- | --------- | --------- | ---------- | ---------- | ---------- | ------- | ------- | -------- |
| 2015-2016 | 1 / 3      | -          | n.c.       |         |        |          |           |           |           |            |            |            | 1 / 25  | -       | n.c.     |
| 2016-2017 | 3 / 3      | 20         | 44e        | 7 / 9   | 3      | 92e      | 7 / 9     | 44        | 47e       |            |            |            | 17 / 26 | 67      | 55e      |
| 2017-2018 |            |            |            | 1 / 8   | 8      | 78e      | 1 / 7     | 2         | 78e       |            |            |            | 2 / 22  | 10      | 85e      |
| 2018-2019 | 2 / 3      | -          | n.c.       | 3 / 9   | 45     | 44e      | 2 / 8     | 41        | 46e       | 1 / 5      | 29         | 34e        | 8 / 25  | 115     | 47e      |
| 2019-2020 | 3 / 3      | 106        | 5e         | 7 / 8   | 115    | 23e      | 4 / 5     | 96        | 14e       | 3 / 5      | 38         | 29e        | 17 / 21 | 355     | 19e      |
| 2020-2021 | 3 / 3      | -          | n.c.       | 10 / 10 | 176    | 17e      | 8 / 8     | 218       | 8e        | 4 / 5      | 59         | 23e        | 25 / 26 | 477     | 19e      |
| 2021-2022 | 2 / 2      | 64         | 5e         | 8 / 9   | 140    | 26e      | 6 / 7     | 141       | 17e       | 4 / 4      | 89         | 18e        | 20 / 22 | 434     | 14e      |
| 2022-2023 | '          | '          | 17e        | '       | '      | 12e      | '         | '         | 5e        | '          | '          | 6e         | '       | 635     | 10e      |
| 2023-2024 | 3 / 3      | 51         | 21e        | 7 / 7   | 95     | 26e      | 7 / 7     | 168       | 16e       | 4 / 4      | 109        | 12e        | 21 / 21 | 423     | 18e      |
| 2024-2025 | 3 / 3      | 79         | 14e        | 7 / 7   | 211    | 11e      | 6 / 6     | 131       | 15e       | 5 / 5      | 161        | 9e         | 21 / 21 | 581     | 12e      |

#### Résultats détaillés en Coupe du monde
| 2015-2016 |        |        |        |        |        |        |        |        |        |        |        |        |        |        |        |        |         |        |        | .      | .      | .       | .       |         |        |         | n.c. |
| 2015-2016 | IN     | SP     | PU     | SP     | PU     | SP     | PU     | MS     | SP     | PU     | MS     | IN 96e | MS     | SP     | PU     | SP     | MS      | SP     | PU     | SP     | PU     | IN      | MS      | SP      | PU     | MS Ann. | n.c. |
| 2016-2017 |        |        |        |        |        |        |        |        |        |        |        |        |        |        |        | .      | .       | .      | .      |        |        |         |         |         |        |         | 55e  |
| 2016-2017 | IN 77e | SP 39e | PU 29e | SP 55e | PU Ab. | SP     | PU     | MS     | SP 42e | PU 23e | MS     | SP 49e | PU 33e | IN 37e | MS     | SP     | PU      | IN 25e | MS     | SP 46e | PU 47e | SP 41e  | PU 35e  | SP 40e= | PU 53e | MS      | 55e  |
| 2017-2018 |        |        |        |        |        |        |        |        |        |        |        |        |        |        |        | .      | .       | .      | .      |        |        |         |         |         |        |         | 85e  |
| 2017-2018 | IN     | SP     | PU     | SP     | PU     | SP     | PU     | MS     | SP     | PU     | IN     | MS     | SP     | PU     | MS     | SP     | PU      | IN     | MS     | SP     | MS     | SP      | PU      | SP 33e  | PU 39e | MS      | 85e  |
| 2018-2019 |        |        |        |        |        |        |        |        |        |        |        |        |        |        |        |        |         |        |        | .      | .      | .       | .       |         |        |         | 47e  |
| 2018-2019 | IN 76e | SP 84e | PU     | SP     | PU     | SP     | PU     | MS     | SP     | PU     | SP     | MS     | SP     | PU     | MS     | SI 54e | SP Ann. | SP 16e | PU 16e | SP     | PU     | IN      | MS      | SP 21e  | PU 25e | MS 12e  | 47e  |
| 2019-2020 |        |        |        |        |        |        |        |        |        |        |        |        |        | .      | .      | .      | .       |        |        |        |        |         |         |         |        |         | 19e  |
| 2019-2020 | SP 20e | IN 7e  | SP 23e | PU 8e  | SP 35e | PU 34e | MS 19e | SP 54e | MS 29e | SP 5e= | PU 15e | IN 3e  | MS     | SP     | PU     | IN 19e | MS      | SP 43e | MS 25e | SP 11e | PU 12e | SP Ann. | PU Ann. | MS Ann. |        |         | 19e  |
| 2020-2021 |        |        |        |        |        |        |        |        |        |        |        |        |        |        |        | .      | .       | .      | .      |        |        |         |         |         |        |         | 19e  |
| 2020-2021 | IN 72e | SP 25e | SP 11e | PU 2e  | SP 3e  | PU 5e  | SP 12e | PU 14e | MS 26e | SP 8e  | PU 4e  | SP 73e | MS 26e | IN 54e | MS 18e | SP 41e | PU 12e  | IN 41e | MS     | SP 51e | PU 49e | SP 22e  | PU 16e  | SP 47e  | PU 17e | MS 23e  | 19e  |
| 2021-2022 |        |        |        |        |        |        |        |        |        |        |        |        |        |        |        | .      | .       | .      | .      |        |        |         |         |         |        |         | 14e  |
| 2021-2022 | IN 11e | SP 6e= | SP 25e | PU 17e | SP 15e | PU 25e | SP 40e | PU 14e | MS 14e | SP 23e | PU 7e  | SP 37e | PU 12e | IN 8e  | MS 17e | IN 9e  | SP 21e  | PU 16e | MS 26e | SP     | PU     | SP 9e   | MS 23e  | SP 36e  | PU 32e | MS 19e  | 14e  |
| 2022-2023 |        |        |        |        |        |        |        |        |        |        |        |        |        |        | .      | .      | .       | .      |        |        |        |         |         |         |        |         | 10e  |
| 2022-2023 | IN 9e  | SP 15e | PU 7e  | SP 26e | PU 11e | SP 7e  | PU 4e  | MS 4e  | SP 37e | PU 13e | IN 19e | MS 10e | SP 10e | PU 23e | SP 16e | PU 21e | IN 37e= | MS 8e  | SP 5e  | PU 5e  | IN 23e | MS 19e  | SP 19e  | PU 5e   | MS 12e |         | 10e  |
| 2023-2024 |        |        |        |        |        |        |        |        |        |        |        |        |        |        | .      | .      | .       | .      |        |        |        |         |         |         |        |         | 18e  |
| 2023-2024 | IN 15e | SP 7e  | PU 13e | SP 45e | PU 26e | SP 24e | PU 29e | MS 11e | SP 28e | PU 6e  | SP 22e | PU 23e | SI 26e | MS 29e | SP 26e | PU 10e | IN 41e  | MS 5e  | IN 31e | MS 4e  | SP 37e | PU 17e  | SP 35e  | PU 10e  | MS 16e |         | 18e  |
| 2024-2025 |        |        |        |        |        |        |        |        |        |        |        |        |        |        | .      | .      | .       | .      |        |        |        |         |         |         |        |         | 12e  |
| 2024-2025 | SI 8e  | SP 20e | MS 18e | SP 3e  | PU 9e  | SP 24e | PU 12e | MS 9e  | SP 2e  | PU 18e | IN 12e | MS 17e | SP 37e | PU 19e | SP 8e  | PU 16e | IN 21e  | MS 15e | SP 20e | PU 18e | SI 28e | MS 4e   | SP 33e  | PU 55e  | MS 16e |         | 12e  |

#### Podiums en relais en Coupe du monde
| Podiums en relais en Coupe du monde | Podiums en relais en Coupe du monde | Podiums en relais en Coupe du monde | Podiums en relais en Coupe du monde | Podiums en relais en Coupe du monde | Podiums en relais en Coupe du monde | Podiums en relais en Coupe du monde | Podiums en relais en Coupe du monde | Podiums en relais en Coupe du monde | Podiums en relais en Coupe du monde | Podiums en relais en Coupe du monde |
| n°                                  | Saison                              | Date                                | Lieu                                | Épreuve                             | Résultat                            | Composition                         | Composition                         | Composition                         | Composition                         | Compétition                         |
| ----------------------------------- | ----------------------------------- | ----------------------------------- | ----------------------------------- | ----------------------------------- | ----------------------------------- | ----------------------------------- | ----------------------------------- | ----------------------------------- | ----------------------------------- | ----------------------------------- |
| 1                                   | 2019-2020                           | 15-12-2019                          | Hochfilzen                          | Relais 4 x 7,5 km                   | Médaille de bronze                  | A. Guigonnat                        | É. Jacquelin                        | F. Claude                           | Q. Fillon Maillet                   | Coupe du monde                      |
| 2                                   | 2020-2021                           | 10-01-2021                          | Oberhof                             | Relais mixte                        | Médaille de bronze                  | A. Chevalier-Bouchet                | J. Braisaz-Bouchet                  | F. Claude                           | Q. Fillon Maillet                   | Coupe du monde                      |
| 3                                   | 2020-2021                           | 15-01-2021                          | Oberhof                             | Relais 4 x 7,5 km                   | Médaille d'or                       | S. Desthieux                        | Q. Fillon Maillet                   | F. Claude                           | É. Jacquelin                        | Coupe du monde                      |
| 4                                   | 2021-2022                           | 04-12-2021                          | Östersund                           | Relais 4 x 7,5 km                   | Médaille d'argent                   | F. Claude                           | É. Jacquelin                        | S. Desthieux                        | Q. Fillon Maillet                   | Coupe du monde                      |
| 5                                   | 2021-2022                           | 12-12-2021                          | Hochfilzen                          | Relais 4 x 7,5 km                   | Médaille d'argent                   | F. Claude                           | S. Desthieux                        | É. Jacquelin                        | Q. Fillon Maillet                   | Coupe du monde                      |
| 6                                   | 2021-2022                           | 15-02-2022                          | Pékin                               | Relais 4 x 7,5 km                   | Médaille d'argent, Jeux olympiques  | F. Claude                           | É. Jacquelin                        | S. Desthieux                        | Q. Fillon Maillet                   | Jeux olympiques                     |
| 7                                   | 2022-2023                           | 01-12-2022                          | Kontiolahti                         | Relais 4 x 7,5 km                   | Médaille de bronze                  | É. Perrot                           | F. Claude                           | É. Jacquelin                        | Q. Fillon Maillet                   | Coupe du monde                      |
| 8                                   | 2022-2023                           | 08-01-2023                          | Pokljuka                            | Relais mixte                        | Médaille d'or                       | F. Claude                           | Q. Fillon Maillet                   | A. Chevalier-Bouchet                | J. Simon                            | Coupe du monde                      |
| 9                                   | 2022-2023                           | 13-01-2023                          | Ruhpolding                          | Relais 4 x 7,5 km                   | Médaille de bronze                  | É. Perrot                           | Q. Fillon Maillet                   | A. Guigonnat                        | F. Claude                           | Coupe du monde                      |
| 10                                  | 2022-2023                           | 22-01-2023                          | Antholz                             | Relais 4 x 7,5 km                   | Médaille d'argent                   | A. Guigonnat                        | F. Claude                           | É. Jacquelin                        | Q. Fillon Maillet                   | Coupe du monde                      |
| 11                                  | 2022-2023                           | 18-02-2023                          | Oberhof                             | Relais 4 x 7,5 km                   | Médaille d'or, monde                | A. Guigonnat                        | F. Claude                           | É. Jacquelin                        | Q. Fillon Maillet                   | Championnats du monde               |
| 12                                  | 2022-2023                           | 05-03-2023                          | Nové Město                          | Relais mixte                        | Médaille d'or                       | L. Jeanmonnot                       | C. Colombo                          | É. Perrot                           | F. Claude                           | Coupe du monde                      |
| 13                                  | 2022-2023                           | 11-03-2023                          | Östersund                           | Relais 4 x 7,5 km                   | Médaille d'argent                   | O. Lombardot                        | A. Guigonnat                        | É. Perrot                           | F. Claude                           | Coupe du monde                      |
| 14                                  | 2023-2024                           | 25-11-2023                          | Ostersund                           | Relais mixte simple                 | Médaille de bronze                  | J. Simon                            | F. Claude                           | J. Simon                            | F. Claude                           | Coupe du monde                      |
| 15                                  | 2023-2024                           | 30-11-2023                          | Ostersund                           | Relais 4 x 7,5 km                   | Médaille d'argent                   | É. Perrot                           | É. Jacquelin                        | F. Claude                           | Q. Fillon Maillet                   | Coupe du monde                      |
| 16                                  | 2023-2024                           | 10-12-2023                          | Hochfilzen                          | Relais 4 x 7,5 km                   | Médaille d'argent                   | É. Perrot                           | É. Jacquelin                        | F. Claude                           | Q. Fillon Maillet                   | Coupe du monde                      |
| 17                                  | 2023-2024                           | 17-02-2024                          | Nové Město                          | Relais 4 x 7,5 km                   | Médaille de bronze, monde           | É. Perrot                           | É. Jacquelin                        | F. Claude                           | Q. Fillon Maillet                   | Championnats du monde               |
| 18                                  | 2023-2024                           | 03-03-2024                          | Oslo                                | Relais mixte                        | Médaille d'or                       | J.Simon                             | S. Chauveau                         | F. Claude                           | Q. Fillon Maillet                   | Coupe du monde                      |
| 19                                  | 2024-2025                           | 01-12-2024                          | Kontiolahti                         | Relais 4 x 7,5 km                   | Médaille d'or                       | F. Claude                           | Q. Fillon Maillet                   | É. Perrot                           | É. Jacquelin                        | Coupe du monde                      |
| 20                                  | 2024-2025                           | 15-12-2024                          | Hochfilzen                          | Relais 4 x 7,5 km                   | Médaille d'or                       | F. Claude                           | Q. Fillon Maillet                   | É. Perrot                           | É. Jacquelin                        | Coupe du monde                      |
| 21                                  | 2024-2025                           | 12-01-2025                          | Oberhof                             | Relais mixte                        | Médaille d'argent                   | F. Claude                           | Éric Perrot                         | Jeanne Richard                      | Lou Jeanmonnot                      | Coupe du monde                      |
| 22                                  | 2024-2025                           | 17-01-2025                          | Ruhpolding                          | Relais 4 x 7,5 km                   | Médaille d'or                       | É. Claude                           | F. Claude                           | Q. Fillon Maillet                   | É. Jacquelin                        | Coupe du monde                      |
| 23                                  | 2024-2025                           | 25-01-2025                          | Antholz - Anterselva                | Relais 4 x 7,5 km                   | Médaille d'or                       | F. Claude                           | Q. Fillon Maillet                   | Éric Perrot                         | É. Jacquelin                        | Coupe du monde                      |
| 24                                  | 2024-2025                           | 22-02-2025                          | Lenzerheide                         | Relais 4 x 7,5 km                   | Médaille d'argent, monde            | Émilien Claude                      | F. Claude                           | É. Perrot                           | Q. Fillon Maillet                   | Championnat du monde                |
| 25                                  | 2024-2025                           | 09-03-2025                          | Nové Město                          | Relais 4 x 7,5 km                   | Médaille d'or                       | Émilien Claude                      | O. Lombardot                        | F. Claude                           | Q. Fillon Maillet                   | Coupe du monde                      |

### Championnats d'Europe Open
| Édition \ Épreuve | Individuel                       | Sprint | Poursuite | Mass start                       | Relais mixte | Relais mixte simple |
| ----------------- | -------------------------------- | ------ | --------- | -------------------------------- | ------------ | ------------------- |
| Tioumen 2016      | Épreuve inexistante à cette date | 27e    | 40e       | —                                | 6e           | —                   |
| Val Ridanna 2018  | 7e                               | 72e    | —         | Épreuve inexistante à cette date | 4e           | —                   |

Légende :
- — : non disputée par Fabien Claude
- : pas d'épreuve

### IBU Cup
- Classement général:
  - 7e en 2016
  - 4e en 2018
- Vainqueur du petit globe de cristal de l'individuel en 2017-2018

#### Podiums individuels en IBU Cup
| Podiums individuels en IBU Cup | Podiums individuels en IBU Cup | Podiums individuels en IBU Cup | Podiums individuels en IBU Cup | Podiums individuels en IBU Cup | Podiums individuels en IBU Cup |
| n°                             | Saison                         | Date                           | Lieu                           | Épreuve                        | Résultat                       |
| ------------------------------ | ------------------------------ | ------------------------------ | ------------------------------ | ------------------------------ | ------------------------------ |
| 1                              | 2015-2016                      | 09-01-2016                     | Nové Město                     | Sprint 10 km                   | Médaille d'or                  |
| 2                              | 2017-2018                      | 10-03-2018                     | Uvat                           | Individuel 20 km               | Médaille d'or                  |
| 3                              | 2018-2019                      | 24-01-2019                     | Lenzerheide                    | Sprint 10 km                   | Médaille d'or                  |
| 4                              | 2018-2019                      | 26-01-2019                     | Lenzerheide                    | Poursuite 12,5 km              | Médaille d'or                  |

### Championnats du monde juniors et de la jeunesse
| Édition \ Épreuve   | Individuel | Sprint                   | Poursuite            | Relais                    |
| ------------------- | ---------- | ------------------------ | -------------------- | ------------------------- |
| Kontiolahti 2012    | 51e        | 8e                       | 12e                  | —                         |
| Obertilliach 2013   | 73e        | Médaille d'or, monde     | 10e                  | Médaille de bronze, monde |
| Presque Isle 2014   | 16e        | 4e                       | Médaille d'or, monde | Médaille d'argent, monde  |
| Minsk-Raubichi 2015 | 23e        | Médaille d'argent, monde | 6e                   | Médaille de bronze, monde |

Légende :
- participation aux Championnats du monde de la jeunesse

- : première place, médaille d'or
- : deuxième place, médaille d'argent
- : troisième place, médaille de bronze
- — : non disputée par Fabien Claude

### Championnats d'Europe juniors
| Édition \ Épreuve | Individuel | Sprint                | Poursuite | Relais mixte              |
| ----------------- | ---------- | --------------------- | --------- | ------------------------- |
| Nové Město 2014   | 5e         | 23e                   | 27e       | —                         |
| Otepää 2015       | 11e        | Médaille d'or, Europe | 4e        | Médaille d'argent, Europe |

Légende :
- : première place, médaille d'or
- : deuxième place, médaille d'argent
- — : non disputée par Fabien Claude

### Jeux olympiques de la jeunesse d'hiver
- Médaille de bronze au relais mixte aux Jeux olympiques de la jeunesse d'hiver de 2012 à Innsbruck (Autriche).

### Championnats de France de biathlon
- 2021
  - 2e de la mass start

### Championnats de France de biathlon d'été
- 2014
  - 3e du sprint
- 2018
  - 2e du sprint court
- 2021
  - 3e de la poursuite
- 2022
  - Champion de France de la poursuite
  - 3e du sprint court

## Distinctions
- 2022 :  Chevalier de l'ordre national du Mérite [20]
- 2024 :  Médaille de la jeunesse, des sports et de l'engagement associatif, or[21]